# Bugás hortenzia
A bugás hortenzia (Hydrangea paniculata) a somvirágúak (Cornales) rendjébe tartozó hortenzia (Hydrangea) nemzetség egyik faja. Változatai a közelmúltban jelentek meg a hazai kertészetekben.
Délkelet-Kínából és Japánból származik.
Kúpos virágzatában egyaránt találunk termékeny és meddő virágokat. A sűrűn álló, krémfehér virágokat tartó szár a nyár végére lekonyul.
Leggyakrabban termesztett változata a H. p. 'Grandiflora', 40 cm hosszú bugákban nyíló virágokkal.
Ugyancsak elterjedt a H. p. 'Kyushu': ez valamivel alacsonyabb bokrot nevel, de azon bőven hozza krémfehér, nagy, meddő virágait.
A H. p. 'Limelight' (zöldesfehér óriásbugájú hortenzia) felfelé törekvő, erőteljes, egészséges bokrain óriási bugák fejlődnek nagy virágokból, amelyek színe először zöldesfehér, majd hófehérre változik. Augusztus közepétől több hónapon át virágzik.
A H. p. 'Tardiva' 1,5 m széles bokor, amin nyáron hosszú ideig nyílnak a hatalmas fehér virágok. A meszes talajt is tűri.